# Clinique Laboratories
Clinique Laboratories, Inc. è un'azienda statunitense di cosmetica e profumeria fondata nel 1968 da Estée Lauder.

## Storia
Nel 1968 Estée Lauder assunse il dottor Norman Orentreich, di cui aveva letto una intervista, per creare una linea di cosmetici che fossero ipoallergenici e privi di profumo. Nacque la Clinique Laboratories, che aprì il primo negozio nell'agosto del 1968 all'interno del centro commerciale Saks Fifth Avenue. Alla linea cosmetica si è affiancata dagli anni settanta la produzione di profumi, di prodotti per la cura dei capelli, di creme abbronzanti e di una linea di prodotti per uomo.

### Cura "3 fasi"
La cura della pelle in 3 fasi (3 steps) è il sistema per la cura delle pelle che ha reso particolarmente celebre Clinique. Questo trattamento consiste nell'applicazione successiva di tre differenti prodotti che hanno funzioni diverse, ma che agiscono sinergicamente. Le tre fasi sono: pulitura del viso con facial soap, esfoliazione con Clarifying Lotion e idratazione con Dramatically Different Moisturizing Lotion.

### Profumi
Dal 1971 la produzione Clinique si è allargata anche ai profumi, che vengono realizzati con la stessa filosofia degli altri prodotti. La prima fragranza prodotta è stata Aromatics Elixir, creata dalla stessa Estée Lauder. Dopo Aromatic Elixir è stata prodotta la linea di profumi Happy (Happy, Happy Earth ed Happy for Men, Happy Holyday, Happy in Bloom), pubblicizzata in anni più recenti dalla cantante Rihanna.